# Sanjeev Singh
Sanjeev Kumar Singh (* 18. November 1965 in Patna, Bihar) ist ein indischer Bogenschütze.
Singh trat bei den Olympischen Sommerspielen 1988 in Seoul an und wurde im Einzel 36.; mit der Mannschaft verpasste er als 20. die K.-O.-Runde.
Singh arbeitet heute als Trainer und Präsident des indischen Verbandes. Als erfolgreicher Sportler seines Landes erhielt Singh den Arjuna Award.